# Niedersächsische Kommunalprüfungsanstalt
Die Niedersächsische Kommunalprüfungsanstalt (NKPA) wurde am 1. Januar 2005 als Anstalt des öffentlichen Rechts mit Sitz in Braunschweig gegründet.
Zum 1. Januar 2011 gingen ihre Aufgaben auf den Präsidenten des Niedersächsischen Landesrechnungshofs über
(Kabinettsbeschluss vom 5. Oktober 2010, Landtagsbeschluss vom 8. Dezember 2010).
Die NKPA besaß Rechts- und Dienstherrnfähigkeit und war demnach nicht Teil der unmittelbaren Landesverwaltung. Diese Positionierung zwischen dem Land und den Kommunen geschah bewusst, um eine gewisse Zurücknahme der Staatsaufsicht, zugleich aber auch den beratenden Charakter der überörtlichen Kommunalprüfung zu verdeutlichen.

## Organe
Die Organe der Kommunalprüfungsanstalt waren der Verwaltungsrat und der Präsident.
Dem Präsidium (Präsident und Vizepräsidentin) unterstanden dabei ein Prüfungsreferat (Prüfungskoordination) und eine Geschäftsstelle (Verwaltung). Die Prüfungen vor Ort wurden durch diese Zentrale betreut und koordiniert.
2006 wurden zunächst drei und ab Jahresmitte vier Prüfungsgruppen eingesetzt. Seit Mitte 2008 hatte die NKPA ihre vorgesehene Personalstärke erreicht, seither waren landesweit zehn Prüfungsgruppen mit je sechs Personen im Einsatz, bei kleineren kreisangehörigen Gemeinden werden diese Gruppen weiter aufgeteilt, so dass bis zu 20 Prüfungsgruppen zeitgleich im Einsatz sein konnten.
Die zehn dezentralen Prüfungsgruppen hatten Stützpunkte in
- Braunschweig (Braunschweig 1 und Braunschweig 2),
- Hannover (Göttingen, Hannover 1 und Hannover 2),
- Lüneburg (Lüneburg 1 und Lüneburg 2) und
- Oldenburg (Oldenburg 1, Oldenburg 2 und Osnabrück).

Sie war nicht die Rechtsnachfolgerin der am 31. Dezember 2004 aufgelösten niedersächsischen Kommunalprüfungsämter der ehemaligen vier Bezirksregierungen, gleichwohl übernahm sie deren Aufgabe der überörtlichen Kommunalprüfung (funktionale Rechtsnachfolge).

## Aufgaben der NKPA

### Prüfungsinhalt
Die überörtliche Kommunalprüfung sollte die staatliche Aufsicht über die Kommunen wahrnehmen und zugleich ihre Haushaltswirtschaft in selbstverwaltungsgerechter Weise fördern. Bei dieser Prüfung war festzustellen, ob das Haushalts- und Kassenwesen der zu prüfenden Einrichtungen ordnungsgemäß und wirtschaftlich geführt wurden. Die NKPA war fachlich unabhängig und insoweit an Weisungen nicht gebunden.
Das Niedersächsische Gesetz über die überörtliche Kommunalprüfung (NKPG) hat neben der neuen Organisation der überörtlichen Kommunalprüfung auch eine inhaltliche Neugestaltung über deren herkömmliche Aufsichtsfunktion hinaus vorgesehen. Die Kommunalprüfungsanstalt sollte einerseits den Interessen des Landes, also dem in der Niedersächsischen Verfassung verankerten Auftrag der staatlichen Aufsicht des Landes über die Kommunen und zugleich den Interessen der Kommunen selbst dienen. Mit einer vorwiegend auf Vergleichen basierenden und mehr beratenden und begleitenden Prüfung unterstützte die NKPA die Kommunen mit dem Ziel, dadurch insgesamt die kommunale Selbstverwaltung zu stärken.
Folgende Prüfungsschwerpunkte sieht das NKPG für die überörtliche Prüfungstätigkeit vor:
- Haushalts- und Finanzwirtschaft,
- Verwaltungsorganisation (einschließlich IuK-Technik),
- Personalwesen und
- das auf seine zuverlässige Einrichtung hin überörtlich zu betrachtende Kassenwesen.

In Abgrenzung zu anderen Rechnungsprüfungsämtern ist festzustellen, dass
- das staatliche Rechnungsprüfungsamt, der niedersächsische Landesrechnungshof in Hildesheim die Haushalts- und Wirtschaftsführung der niedersächsischen Landesregierung prüft.
- die kommunalen Rechnungsprüfungsämter eher einer Innenrevision gleichkommen, die zudem seit 2008 in Niedersachsen keine überörtliche Prüfung mehr durchführen.

### Prüfungsreihenfolge
Anfangs wurden die niedersächsischen Städte und Gemeinden geprüft. Dies waren zunächst die Gemeinden mit Sonderstatus, wie die Großen selbständigen Städte. Anschließend folgten die kreisfreien Städte und seit 2008 ging auch die überörtliche Prüfung der Landkreise per Gesetz an die NKPA. Danach werden die kreisangehörigen Gemeinden überörtlicher Prüfung unterzogen.
Später sollten u. a. auch die (gemeinsamen) kommunalen Anstalten, Zweckverbände und die niedersächsische Versorgungskasse folgen.

### Prüfungsablauf im Detail
Die NKPA zeigte der zu prüfenden Einrichtung die bevorstehende Einleitung der Prüfung an, die Behörde, die über die zu prüfende Einrichtung die Aufsicht führt, erhielt parallel eine entsprechende Information. Anschließend wurde die Prüfung vor Ort durch eine Prüfgruppe vorgenommen, bei dieser örtlichen Erhebung wurden Einsichten in Belege, Akten und Urkunden genommen sowie Interviews geführt. Es folgte ein Erörterungsgespräch mit der Verwaltungsspitze, bei der Gelegenheit für eine erste Stellungnahme gegeben werden sollte. Zu einem darauf aufbauenden ersten Berichtsentwurf (mit Prüfungsfeststellungen und -empfehlungen) konnte dann innerhalb einer angemessenen Frist schriftlich Stellung bezogen werden.
Das Ergebnis wurde in einem Schlussbericht (Prüfungsbericht) festgehalten, die NKPA teilte der Aufsichtsbehörde den Abschluss des Prüfungsverfahrens und den Prüfungsbericht mit, letzterer war abschließend öffentlich auszulegen.

### Vergleichbare Institutionen anderer Bundesländer
- Baden-Württemberg: Gemeindeprüfungsanstalt
- Bayern: Bayerischer Kommunaler Prüfungsverband
- Brandenburg: Ministerium des Innern – Kommunales Prüfungsamt
- Bremen: Rechnungshof – Überörtliche Gemeindeprüfung Bremerhaven
- Hessen: Hessischer Rechnungshof – Überörtliche Prüfung
- Mecklenburg-Vorpommern: Landesrechnungshof – Kommunalprüfung
- Nordrhein-Westfalen: Gemeindeprüfungsanstalt
- Rheinland-Pfalz: Rechnungshof Rheinland-Pfalz – Kommunalprüfung
- Saarland: Ministerium für Inneres – Gemeindeprüfungsamt
- Sachsen: Sächsischer Rechnungshof – Kommunalprüfung
- Sachsen-Anhalt: Landesrechnungshof Sachsen-Anhalt – Kommunalprüfung
- Schleswig-Holstein: Landesrechnungshof Schleswig-Holstein – Überörtliche Prüfung
- Thüringen: Thüringer Rechnungshof – Überörtliche Kommunalprüfung

### Ausgewählte Rechtsgrundlagen
- NKPG Niedersächsisches Kommunalprüfungsgesetz
- Art 28 Grundgesetz Kommunale Selbstverwaltung
- Art 57 Niedersächsische Verfassung Kommunale Selbstverwaltung
- Gesetzesentwurf zur Neuordnung der überörtlichen Kommunalprüfung (PDF; 59 kB) vom 5. Oktober 2010